# 以弗所書
《以弗所书》或譯《厄弗所書》（希臘語：ΠΡΟΣ ΕΦΕΣΙΟΥΣ），是《新约圣经》的第10本书，在基督教传统上被认为是是由使徒保罗在罗马帝国首都罗马的监狱中写给以弗所的基督徒的一封书信。该书信由推基古带給以弗所人。有近现代学者认为《以弗所书》实际上是由受到保罗强烈影响的追随者在保罗死后15到25年左右的时间假托保罗之名而创作的。

## 背景
公元第一世紀，以弗所憑着巫術、魔術、占星術和對生育女神亞底米的崇拜而聞名遐邇。在神像的周圍矗立着一座堂皇華麗的神殿。這座神殿被譽為古代世界的七大奇觀之一。根據19世紀在該地出土的文物顯示，這間廟宇建於一片闊約73米，長約127米的地台上。神殿本身闊約50米，長約105米。它包括100條高約17米的大理石柱子。殿頂由大片白色大理石鋪成。據説石與石之間的接縫不是用灰泥而是用黃金接合。神殿吸引了普天下的遊客。每逢節日，成千上萬的遊人就會蜂擁進城。以弗所的銀匠向遊客兜售亞底米的小銀龕作為紀念品，這門生意可謂利市三倍。
保羅在第二次海外傳道旅程期間曾於以弗所稍作停留，向當地的人傳道，然後把亞居拉和百基拉留在那裏繼續工作。保羅在他的第三次傳道旅程期間重回以弗所，在那兒逗留了三年左右，對許多人傳講“這道”。保羅在以弗所的時候辛勤工作。貝利（A. E. Bailey）在他的著作《聖經時代的日常生活》中寫道：“保羅通常習慣從日出直至上午11時幹活兒。到這個時辰推喇奴已經教完書， 於是保羅就從上午11時至下午4時在學堂裏傳道，並且和助手開會。⋯⋯最後，從下午4時直至深夜，保羅逐家逐户地傳福音勸人歸信。（徒20:20，21，31）我們不禁奇怪他怎有時間吃飯睡覺。”
由於保羅熱心傳道，揭發了在崇拜中使用偶像的謬誤，結果激怒了製造和販賣偶像的人（例如銀匠底米丟）。保羅終於在一片鼓噪騷嚷中離開這城。
當時保羅正首次被囚於羅馬，時間大約是公元59–61年。他已向凱撒上訴，現正在士兵看守之下等候審訊。雖然如此，他仍有自由從事某些活動。

## 成書
使徒保羅在羅馬的監獄中寫了這封信（約公元62年），和有著許多相似點的歌羅西書以及腓利門書為同一時期的書信。1792年開始，一些學者質疑本書是否為保羅所作 ，懷疑是有其他受保羅影響的基督教作家在公元80年至100年間托保羅之名所寫。

### 作者
保羅在信的起首即表明自己是執筆者，此信是寫給以弗所人，並且四次直接或間接提及自己“為主被囚”。迄今發現最早的幾部聖經正典均有收錄以弗所書，推估於公元200年左右寫成的切斯特·貝蒂紙莎草紙抄本第2號（P46）共有86頁是含有保羅書信的內容，其中包括致以弗所人書全書，可見當時以弗所書已被收入保羅書信之中。
早期的教父與教會作家皆認為這封信是保羅寫給以弗所人的。例如：
- 初代教會的教父們，包括羅馬的革利免（？–100年）、安提阿的伊格那丢（公元67–110年）、羅馬的黑馬（約公元100–140年）、坡旅甲（公元69–156年），都認為使徒保羅為以弗所書的作者。
- 公元第二世紀的伊里奈烏斯引用以弗所書5:30如下：“正如蒙福的保羅在致以弗所人書中所説的一樣，我們是他身上的肢體。” 生於同一時代的亞歷山大的克雷芒在報告中引述以弗所書5:21説：“因此他也在致以弗所人書中寫道：當存敬畏上帝的心，彼此順服。”
- 奧利金在公元第三世紀上半葉的寫作中則引用以弗所書1：4説：“但使徒也在致以弗所人書中用同樣的措辭説：他在創世之前已揀選了我們。”[17]
- 另一位早期基督教歷史（約公元260–342年）權威優西比烏斯也把以弗所書列入聖經正典之中。其他早期基督教作家大部分也都曾引證以弗所書，並視之為上帝所感示的聖經的一部分。[18]

懷疑保羅是以弗所書作者的論點則有:
- 現存最早的幾本重要抄本，如切斯特·貝蒂紙莎草紙抄本第二號、梵蒂岡抄本第1209號及西奈抄本在本書的第1章第1節都沒有“在以弗所”這幾個字，沒有表明這封信是寫給誰的。
- 保羅在信中沒有個別地問候一些以弗所教會的成員，只是直接對所有人問安，也沒有提及自己在以弗所教會的經歷（保羅曾在那裡勞苦三年）。
- 信中的一些語詞看來，作者和收信人間似乎只有間接的認識。[19]這使有些人猜測此信可能是寫給别處的人的，或至少是一封傳閲的信件，寫給小亞細亞各群會衆的，包括以弗所會衆在內。

聖經學界處理保羅書信作者問題的四個理論:
- 傳統觀點認為本書為使徒保羅所寫，支持此論點的學者包括弗兰克·蒂尔曼、埃兹拉·阿博特、阿斯汀、高格勒、格兰特、哈纳克、豪普特、芬顿·约翰·安东尼·霍特、克林、约翰·戴维·米凯利斯、A. 罗伯特、安德烈·弗伊莱、桑德斯、席勒、布鲁克·福斯·韦斯科特、西奥多等。
- 第二種觀點認為本書是由使徒保羅與另一位作者交錯寫成，持此論點的學者包括阿尔贝茨、伯努瓦、塞尔福、戈格尔、哈里森、H. J. 霍尔茨曼、墨菲-奥康纳、瓦根富勒等。
- 批判的觀點認為本書不可能是保羅所寫，支持的學者包括艾伦、贝尔、布兰登、布尔特曼、康泽尔曼、迪貝里烏斯、古德斯皮德、基尔泽曼、J. 诺克斯、W. L. 诺克斯、庫梅爾和马克森、梅森、米顿、莫法特、尼奈汉姆、波科尼、施魏策尔、J. 韦斯等。
- 另外一些學者認為缺乏決定性的證據做判斷，包括吉百利、朱利切尔、麦克尼尔、威廉姆斯等。

早期手稿中缺乏可以證實此書是寫給以弗所教會的資料，可能導致了在第二世紀首先編輯《新約聖經》（對比論）的異端──馬吉安主義，他們認為這封信是寫給老底嘉教會。這個觀點在傳統和之後也不少見，認為本書與約翰啟示錄當中提到老底嘉教會的社會背景很相似。

## 本書大綱

### 教會在基督裡所得的福分與地位（1:3:3-21）

#### 一、神給教會的福分（1:3-14）
1. 父的揀選和豫定，說出神永遠的定旨（3-6）
2. 子的救贖，說出神永遠定旨的完成（7-12）
3. 靈的印記和憑質，說出神所完成之定旨的應用（13-14）

#### 二、使徒為教會得啟示的禱告（1:15-23）
1. 使徒為教會的感謝（15-16）
2. 使徒為教會的祈求，要聖徒看見（17-23）

- 神呼召的盼望（17-18上）
- 神在聖徒中之基業的榮耀（18下）
- 神向著我們的能力（19-21）
- 教會──身體，基督的豐滿（22-23）

#### 三、教會的產生與建造（2:1-22）
1. 教会的產生（1-10）
2. 教會的建造（11-22）

#### 四、恩典的管家職分，與關於教會之奧祕的啟示（3:1-13）
1. 管家的職分（1，2，7，8，13）
2. 奧祕的啟示（3，6，9，12）

#### 五、使徒為教會求經歷的禱告（3:14-19）
1. 要聖徒得加強到裡面的人裡（14-16）
2. 要基督安家在聖徒心裡（17上）
3. 要聖徒領略基督的量度（17下-18）
4. 要聖徒認識基督的愛（19上）
5. 要聖徒被充滿，成為神的豐滿（19下）

### 教會在聖靈裡需要的生活與職責（4:1–6:20）

#### 一、在基督身體裡需要的生活與職責（4:1-16）
1. 保守那靈的（1-6）
2. 恩賜的盡功用，與基督身體的長大並建造　（7-16）

#### 二、在日常行事上需要的生活（4:17–5:21）
1. 基本的原則（4:17-24）
2. 生活的細節（4:25–5:21）

#### 三、在倫常關係上需要的生活（5:22-6:9）
1. 妻子與丈夫之間（5:22-33）
2. 兒女與父母之間（6:1-4）
3. 奴僕與主人之間（6:5-9）

## 主要内容

### 上帝的旨意是要通過基督促成團結合一
（覆盖经文第1章1節至2章22節）在以弗所书的开头，使徒保罗问候各人。这卷书信的特点，是从神永远的定旨，从永远，以及从天上说起，立意颇为高远。
因上帝的荣耀和仁慈，愿人都祝颂祂。这项仁慈与上帝拣选他们与耶稣基督联合起来一事有关。藉着基督，他们通过祂的血得蒙救赎。此外，上帝更向他们大显爱心，让他们知道祂旨意的奥秘。祂定意要设立一项管理，使“一切所有的都在基督里面同歸於一”，并且指定这些和基督联合的人作后嗣。（以弗所书1:10）他们都受了圣灵的印记作得基业的凭据。保罗所祈求的是，以弗所人坚信蒙召所得的希望，明白上帝会为他们施展大能。祂曾以这大能叫基督复活，把祂擢升到一个远超过所有执政的、掌权的位置，并且使祂为教会作万有之首。
虽然他们从前在过犯罪孽之中死了，上帝却本着丰富的慈悲和伟大的爱心叫他们活过来，使他们“与基督耶稣一同复活，一同坐在天上”。（以弗所書2:6）这全是由於上帝的仁慈和他们信心的缘故，并不是由於他们自己任何行为的结果。基督是他们的和睦。诫命律法本像墙一般把外邦人和犹太人隔开，基督却将这墙拆掉。如今不论犹太人抑或外邦人，都能藉基督亲近天父上帝了。故此以弗所人已不再是作外人和客旅，是与圣徒同国，是神家里的人，并且被建造在使徒和先知的根基上，靠着基督耶稣同被建造，渐渐成为主的圣殿，成为神藉着圣灵居住的所在。（节选自和合本圣经《以弗所书》3章16-22节）

### “关於基督的奥秘”
（覆盖经文3章1至21节）上帝藉着圣灵已向祂的圣使徒和先知启示福音的奥秘，“就是外邦人在基督耶稣裡，藉着福音，得以同为后嗣，同为一体，同蒙应许”。凭着上帝的仁慈恩赐，保罗成了这福音的执事，宣明基督那深不可测的丰富，并叫人看见这奥秘如何实行。藉着教会，上帝的诸般智慧得以为人所知。因此保罗所祈求的是，他们能藉着上帝的灵获得力量，刚强起来，好使他们能充分认识基督那超越知识的爱，并且明白上帝能“充充足足地成就一切，超过我们所求所想的”。

### 穿上“新的品格”
（覆盖经文4章1节至5章20节）基督徒行事为人就当与蒙召的恩相称，凡事谦卑、温柔、忍耐，用爱心互相宽容，用和平彼此联络，竭力保守圣灵所赐合而为一的心。只有一个圣灵、一个指望、一个信仰，也只有“一位上帝，就是衆人的父，超乎衆人之上，贯乎衆人之中，也住在衆人之内”。（译文以弗所书4章6节）故此“一位主”基督赐下了使徒、先知、有传福音的，有牧者和教师，“为要成全圣徒，各尽其职，建立基督的身体”。所以保罗写道：“唯用爱心说诚实话，凡事长进，连于元首基督。全身都靠他联络得合式，百节各按各职，照着各体的功用彼此相助，便叫身体渐渐增长，在爱中建立自己。就要脱去以前行为上的旧人。又要将你们的心志改换一新，并且要穿上新人，“这新人是照着神的形象造的，有真理的仁义和圣洁”。既然人人都彼此相属，他们就该説真话，除掉一切苦毒、恼恨、忿怒、嚷闹、毁谤，并一切的恶毒，不要叫神的圣灵担忧。相反，愿他们「并要以恩慈相待，存怜悯的心，彼此宽恕，正如神在基督里饶恕你们一样。」
人人都当效法上帝。至於淫乱、并一切的污秽、贪婪，在他们当中就是提起也是不应该的，因为凡行这些事的人在基督和上帝的国里都是没有分的。保罗敦促以弗所人説：“要行事为人就当像光明的子女。”“你们要谨慎行事，不要像愚昧人，当像智慧人，要爱惜光阴，“因为现在的世代邪恶”。不要作糊涂人，要明白主的旨意如何”，以感恩的方式赞美上帝。

### 适当的顺服；基督徒的战争
（覆盖经文5章21节至6章24节）妻子应当顺服丈夫，正如教会顺服基督一样；丈夫当爱妻子，“正如基督爱教会”一样，“妻子也当敬重她的丈夫。”
作儿女的，要在主里听从父母，要孝敬父母。同样，仆人和主人都当小心自己的行为，因为衆人的主“在天上，祂并不偏待人”。最后，愿所有人都“靠着主，倚赖祂的大能大力，作刚强的人”，穿上来自上帝的全副盔甲，好使他们能站立稳固，抵抗魔鬼。此外，又要拿起信心的盾牌，并且“拿着圣灵的宝剑，就是上帝的道”。要继续祷告，保持警醒。保罗也请他们为他代祷，使他能放胆发言，“讲明福音的奥秘”。

## 基督新教觀點
保罗写给以弗所人的信差不多涉及基督徒生活的每一方面。鑑於生活中惱人的難題和不法事件在世上激增，保罗所提出的健全、中肯、切合实际的劝告对一切渴望过敬虔生活的人均大有裨益。保罗的劝告涉及的问题有：
- 儿女对父母或父母对儿女应有的态度；
- 丈夫对妻子或妻子对丈夫负有的责任；
- 会众中的个别分子必须怎样行才能保持团结友爱；
- 基督徒在这个邪恶的世界里如何才能保持纯洁。

此外，保罗也解释穿上基督徒的新品格牵涉到一些什么事。研读以弗所书能够体会到怎样的品格才是“照着上帝的形像造的，有真理的仁义和圣洁”而为上帝所喜悦。

### 阅读圣经
- 以弗所書（页面存档备份，存于）
- 以弗所书（页面存档备份，存于）
- 圣经10版本对照